# Mastaing
Mastaing est une commune française située dans le département du Nord, en région Hauts-de-France, réputée pour le « Mythe de Mastaing ». 

## Géographie

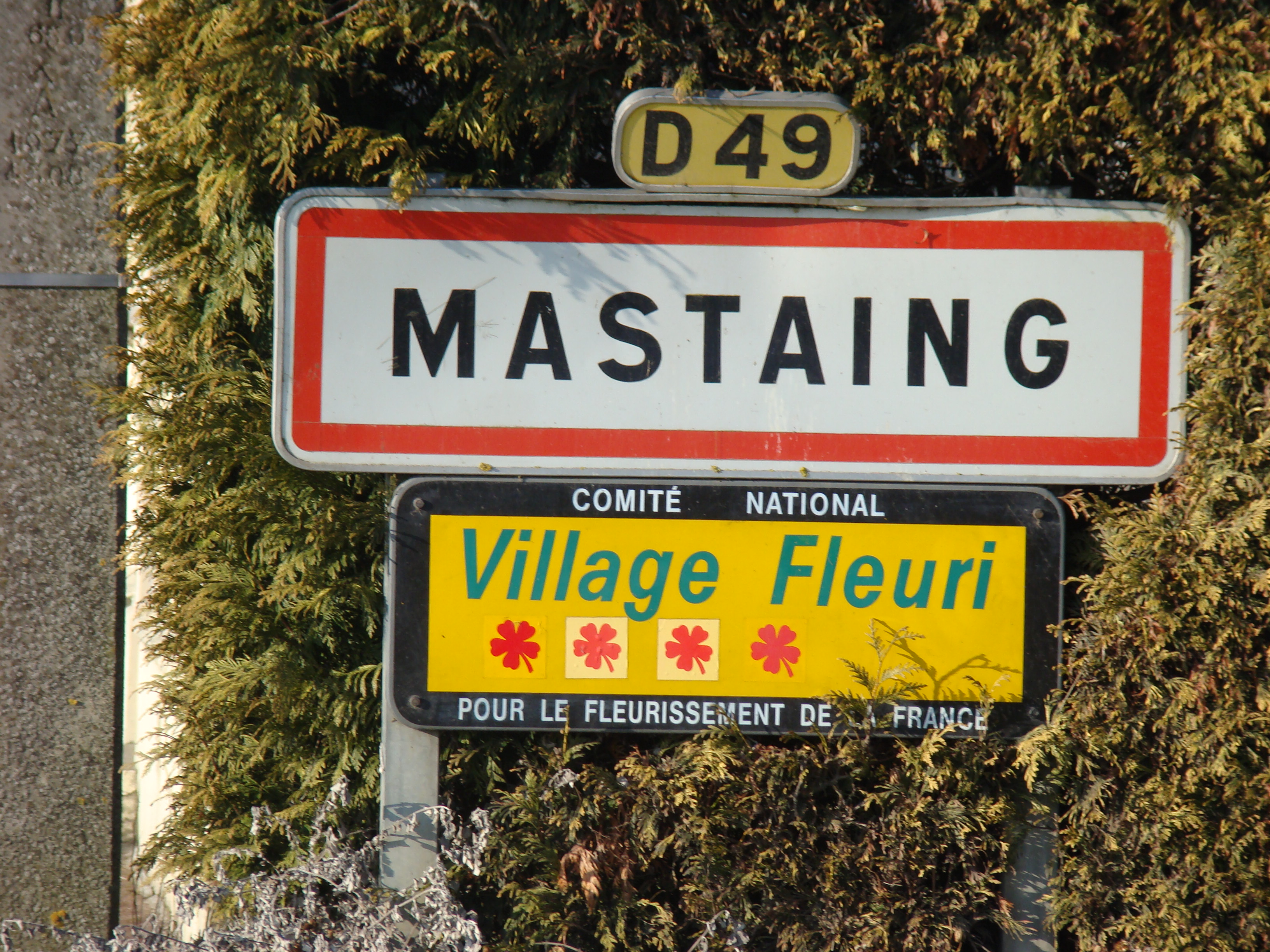
Panneau de Mastaing.

### Communes limitrophes
Les communes limitrophes sont Abscon, Bouchain, Marquette-en-Ostrevant, Rœulx, Émerchicourt et Wavrechain-sous-Faulx.
| Émerchicourt           | Abscon   |       |
|                        | Mastaing | Rœulx |
| Marquette-en-Ostrevant | Bouchain |       |

### Toponymie
Maxtin, cartulaire de l'abbaye de Saint-Vaast, 673. Masteng, tournoi d'Anchin, 1096. Mastingeium, cartulaire de Marchiennes, 1123.

### Hydrographie

#### Réseau hydrographique
La commune est située dans le bassin Artois-Picardie. Elle est drainée par la Navie Malvaux,.

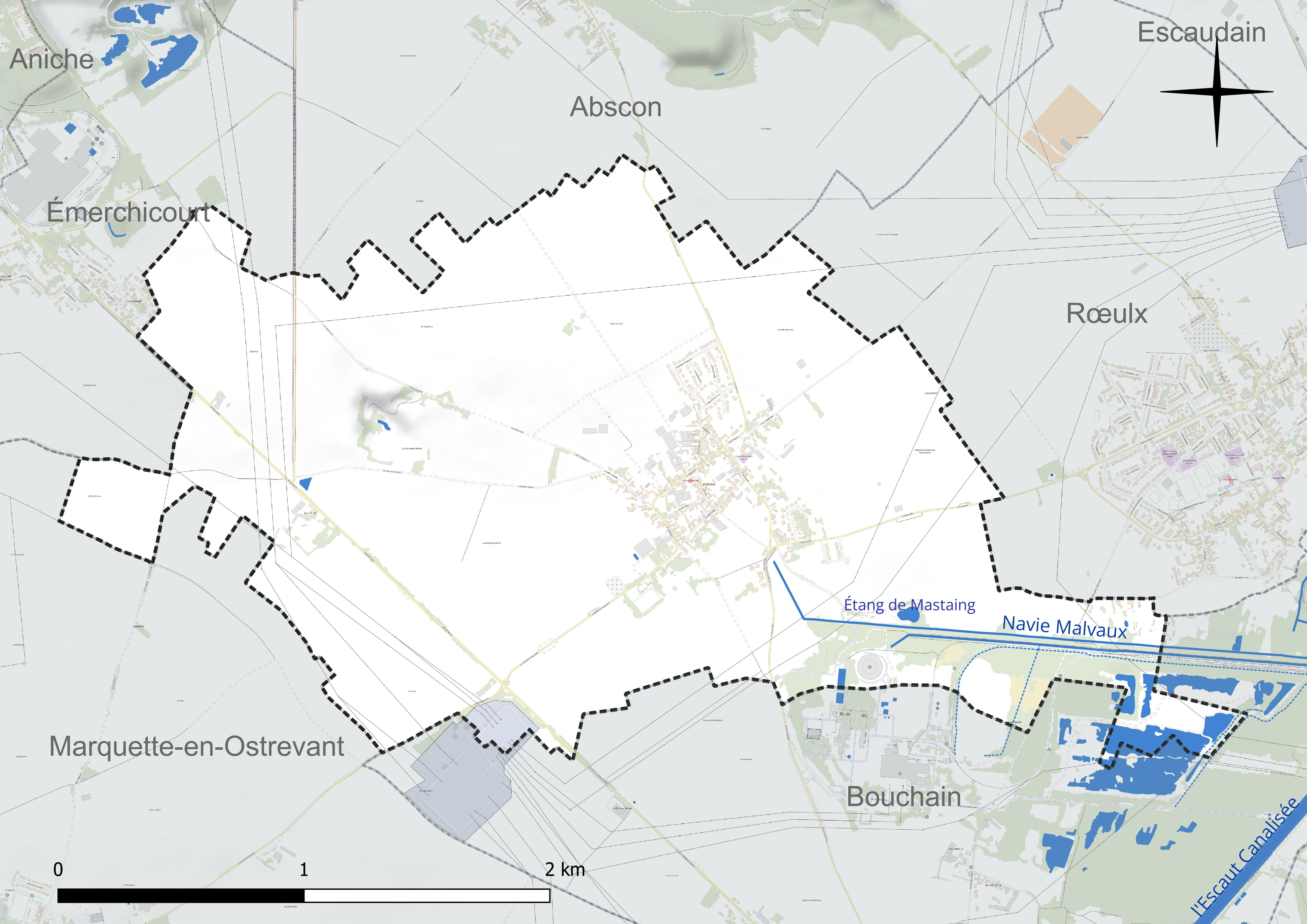
Réseau hydrographique de Mastaing.

Un plan d'eau complète le réseau hydrographique : l'étang de Mastaing (0,4 ha),.

#### Gestion et qualité des eaux
Le territoire communal est couvert par le schéma d'aménagement et de gestion des eaux (SAGE) « Escaut ». Ce document de planification concerne un territoire de 2 005 km2 de superficie, délimité par le bassin versant de l'Escaut. Le périmètre a été arrêté le 9 juin 2006 et le SAGE proprement dit a été approuvé le 13 juillet 2021. La structure porteuse de l'élaboration et de la mise en œuvre est le syndicat mixte Escaut et Affluents (SyMEA). 
La qualité des cours d'eau peut être consultée sur un site dédié géré par les agences de l'eau et l'Agence française pour la biodiversité. 

### Climat
Pour des articles plus généraux, voir Climat des Hauts-de-France et Climat du Nord.
En 2010, le climat de la commune est de type climat océanique dégradé des plaines du Centre et du Nord, selon une étude du CNRS s'appuyant sur une série de données couvrant la période 1971-2000. En 2020, Météo-France publie une typologie des climats de la France métropolitaine dans laquelle la commune est exposée à un climat océanique et est dans la région climatique  Nord-est du bassin Parisien, caractérisée par un ensoleillement médiocre, une pluviométrie moyenne régulièrement répartie au cours de l'année et un hiver froid (3 °C). 
Pour la période 1971-2000, la température annuelle moyenne est de 10,5 °C, avec une amplitude thermique annuelle de 14,8 °C. Le cumul annuel moyen de précipitations est de 710 mm, avec 12,5 jours de précipitations en janvier et 9,4 jours en juillet. Pour la période 1991-2020, la température moyenne annuelle observée sur la station météorologique la plus proche, située sur la commune de Douai à 17 km à vol d'oiseau, est de 11,0 °C et le cumul annuel moyen de précipitations est de 729,2 mm,. Pour l'avenir, les paramètres climatiques de la commune estimés pour 2050 selon différents scénarios d'émission de gaz à effet de serre sont consultables sur un site dédié publié par Météo-France en novembre 2022.

## Urbanisme

### Typologie
Au 1er janvier 2024, Mastaing est catégorisée bourg rural, selon la nouvelle grille communale de densité à sept niveaux définie par l'Insee en 2022.
Elle est située hors unité urbaine et hors attraction des villes,.

### Occupation des sols
L'occupation des sols de la commune, telle qu'elle ressort de la base de données européenne d'occupation biophysique des sols Corine Land Cover (CLC), est marquée par l'importance des territoires agricoles (84,7 % en 2018), en diminution par rapport à 1990 (87 %). La répartition détaillée en 2018 est la suivante : 
terres arables (83,8 %), zones urbanisées (7,7 %), zones industrielles ou commerciales et réseaux de communication (7,6 %), prairies (0,9 %). L'évolution de l'occupation des sols de la commune et de ses infrastructures peut être observée sur les différentes représentations cartographiques du territoire : la carte de Cassini (XVIIIe siècle), la carte d'état-major (1820-1866) et les cartes ou photos aériennes de l'IGN pour la période actuelle (1950 à aujourd'hui).

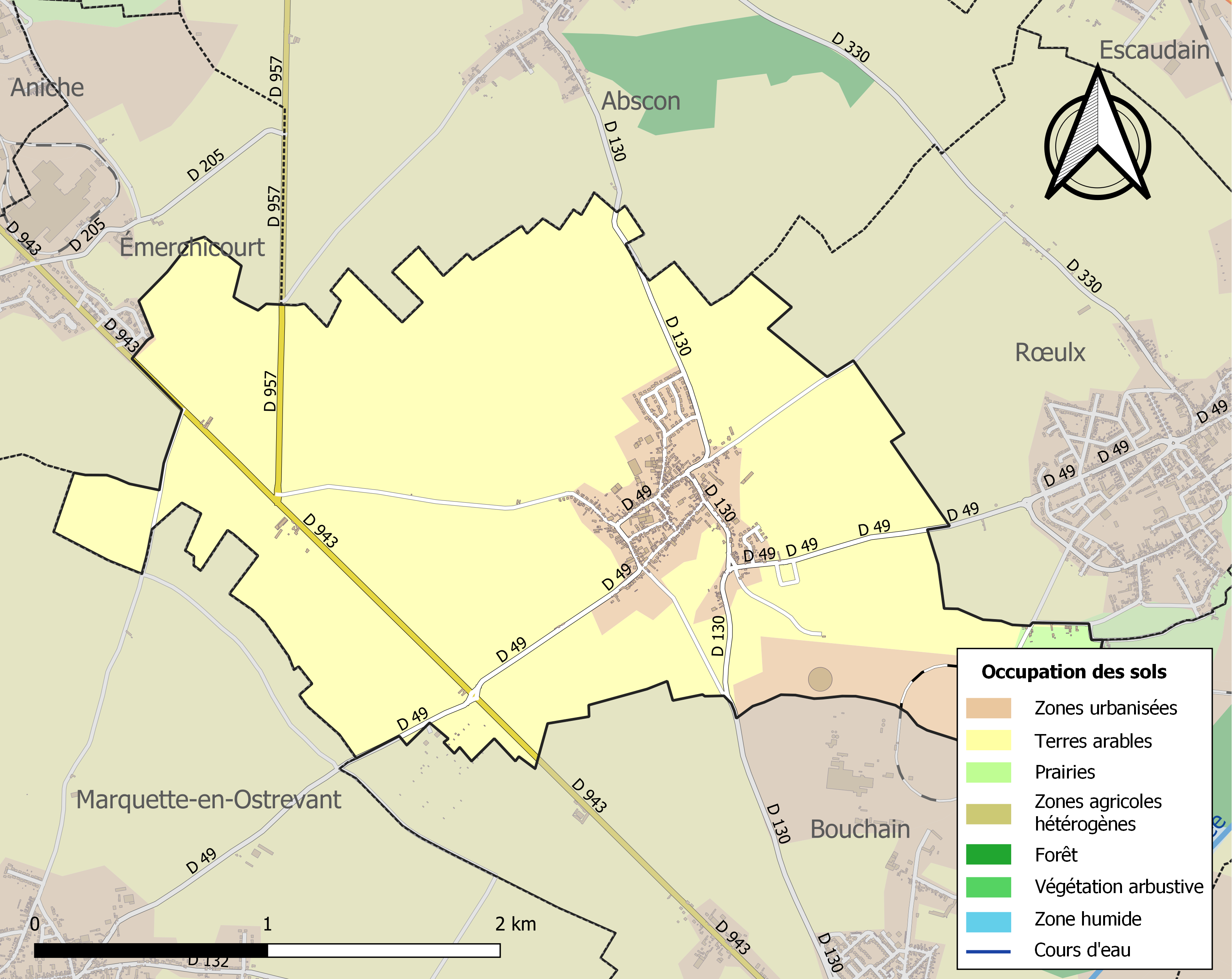
Carte des infrastructures et de l'occupation des sols de la commune en 2018 (CLC).

### Voies de communications et transports
La commune est desservie par la ligne 101 et 18 du réseau Transvilles.

## Histoire
Mastaing ne s'est pas toujours appelée Mastaing, elle a connu en tout huit noms différents:
673-Maxtin: cartulaire de l'abbaye de Saint-Vaast.
866-Mast: id.
1030-Masteng: cartulaire de l'abbaye de Vicogne.
1096-Masteng: charte du tournoi d'Anchin.
1111-Masteng: charte de l'abbaye de Saint-Amand.
1116-Masten: cartulaire de l'abbaye de Marchiennes.
1123-Mastingeium: id.
1210-Mastaing: cartulaire de Vicogne.
1230-Mastexg: id.
1246-Mastaig: cartulaire de Marchiennes.
1307-Mastaing: cartulaire de l'abbaye de Flines.
1320-Mastaing: 3' cartulaire du Hainaut

En 1111, l'autel est donné à l'abbaye de Saint-Amand par Lambert, évêque d'Arras.
La terre de Mastaing avait le titre de comté.
La famille de Jauche est retrouvée de longue date à Mastaing, son fief de base. En 1318, Jean de Jauche, sire de Mastaing et de Sassegnies est cité dans un acte : il projette de réaliser un pèlerinage en Terre sainte.
En mai 1626, par lettres données à Madrid, la terre et seigneurie de Mastaing en Hainaut est érigée en comté pour Philippe de Jauche, seigneur de Mastaing, Hermez, Brugelet et Marie-Lierde. Il a pour armes « De gueules à la fasce d'or ».
Vers 1700, Mastaing appartient à la famille Taviel. Augustin Taviel (1688-avant 1773), fils de Jean-Baptiste, seigneur de Grimaretz, bourgeois de Lille, échevin de Lille, lieutenant général de la gouvernance de Lille et de Marie-Anne de Lannoy, est baptisé à Lille le 11 septembre 1688 et seigneur de Mastaing. Reçu avocat à Douai le 26 mars 1711, il devient bourgeois de Lille le 14 juillet 1722, a un fils illégitime né à Lille en octobre 1717 et meurt avant 1773. Il se marie d'abord à Lille le 4 août 1721 avec Marie-Catherine Imbert, (1696-1732), dame des Mortelettes, née le 6 juin 1696, morte à Lille le 19 juillet 1732, puis prend pour femme à Lille le 8 avril 1741, Marie-Agnès Beauchamp, fille de Simon-Pierre, maître brodeur et de Philippe Lustang. Elle est baptisée à Lille le 3 février 1714 et se remarie le 18 mai 1733 avec Joseph-Léandre de Madre, seigneur de Kerckove.
Marie-Lucie Taviel (1678-1754) est dame de Mastaing. Sœur d'Augustin, elle est baptisée à Lille le 31 août 1678, et meurt le 31 décembre 1754, à 76 ans. Elle a épousé après 1724, Ignace-Nicolas-Bernard de Crombeen, écuyer, seigneur de Terbecke, fils d'Ignace-Bernard et de Marguerite-Thérèse d'Hons. Il nait à Courtrai, devient bourgeois de Lille le 7 juillet 1724, après avoir été anobli en 1720.
Augustin-Didier Taviel (1745-1802), fils d'Augustin, est seigneur de Mastaing. Il est baptisé à Dijon le 26 mai 1746. Il devient administrateur de la charité générale de Lille (la ville de Lille connait alors plusieurs hospices, hôpitaux accueillant les malades, déshérités etc., il coordonne cette activité), est nommé échevin de la prévôté d'Esquermes le 19 décembre 1786. Il meurt le 24 janvier 1809. Il prend pour femme à Lille le 24 octobre 1786 Sabine-Joseph Fry (1746-1823), fille de Pierre-Ignace et de Marie-Catherine Hoel. L'épouse est baptisée à Lille le 13 février 1746 et meurt à Lille le 4 janvier 1823, à 77 ans. Augustin-Didier Taviel lors de son mariage reconnait deux enfants.
Depuis 2020, un phénomène apparaît à chaque pleine lune, dans la ville , un loup vagabonde pendant toute la nuit. Mythe ou réalité ? Chacun est libre de croire ou non 

## Politique et administration

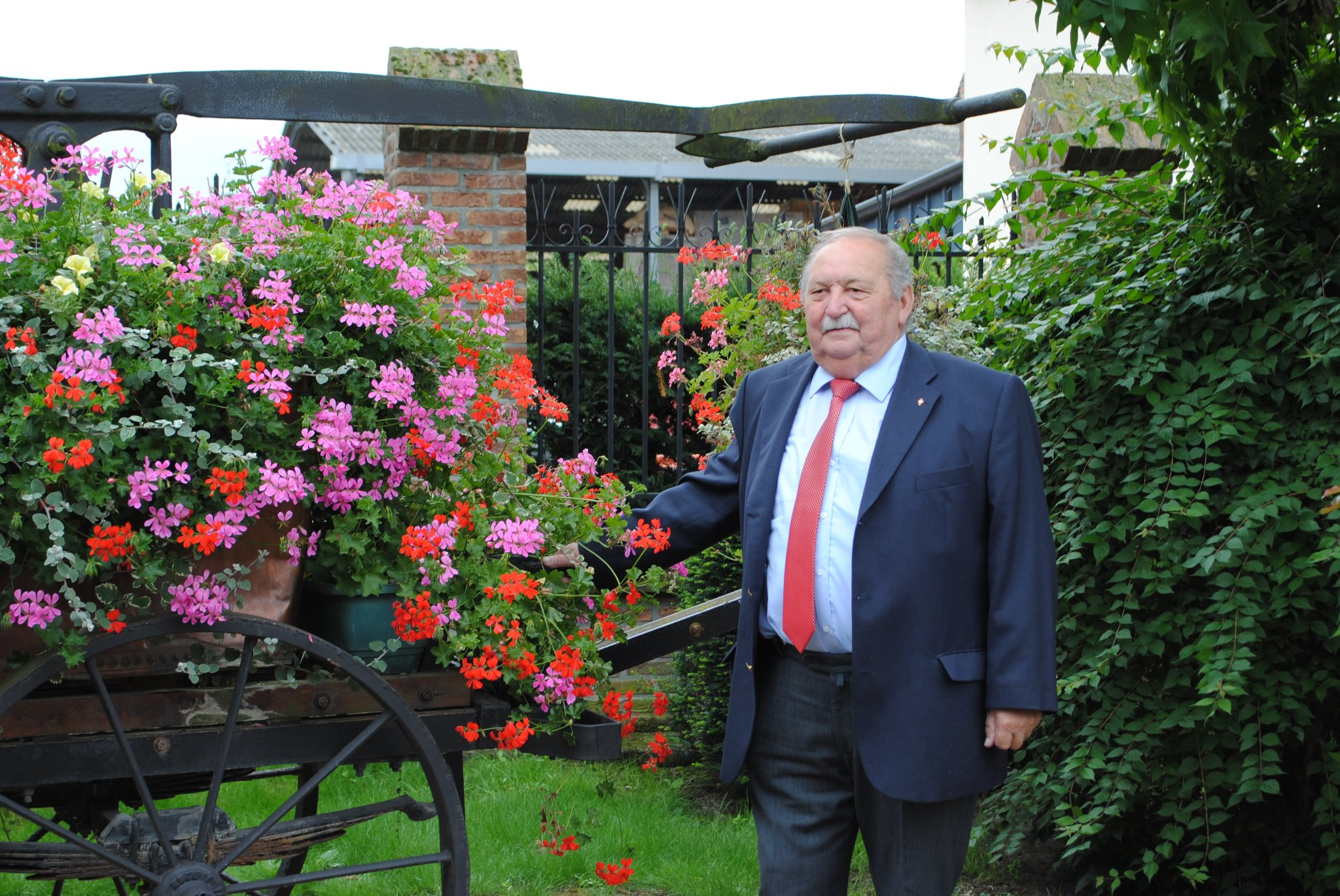
Jean-Marie Huart, maire de 1965 à 2017

### Rattachements administratifs et électoraux
La commune se trouve depuis 1824  dans l'arrondissement de Valenciennes du département du Nord. Pour l'élection des députés, elle fait partie depuis 1988 de la dix-neuvième circonscription du Nord.
Elle faisait partie depuis 1793 du canton de Bouchain . Dans le cadre du redécoupage cantonal de 2014 en France, elle intègre le canton de Denain.
La commune relève du tribunal d'instance de Valenciennes, du tribunal de grande instance de Valenciennes, de la cour d'appel de Douai, du tribunal pour enfants de Valenciennes, du conseil de prud'hommes de Valenciennes, du tribunal de commerce de Valenciennes, du tribunal administratif de Lille et de la cour administrative d'appel de Douai.

### Intercommunalité
La commune est membre de la communauté d'agglomération de la Porte du Hainaut, créée fin 2001.

### Liste des maires
Maire de 1802 à 1807 : Lefebvre,.
| Identité                                                                 | Période     | Période                                 | Durée                    | Étiquette     |
| Identité                                                                 | Début       | Fin                                     | Durée                    | Étiquette     |
| ------------------------------------------------------------------------ | ----------- | --------------------------------------- | ------------------------ | ------------- |
| Clément-Albert-Nicolas Coquelle (d) (7 septembre 1849 - 14 juillet 1935) | juin 1876   |                                         |                          |               |
| Jean-Marie Huart (d), (3 mars 1940 - 27 avril 2017)                      | mars 1965   | 27 avril 2017 (mort en cours de mandat) | 52 ans et 1 mois         | divers droite |
| Ludovic Aiguier (d), (né le 9 avril 1973)                                | 2 juin 2017 | En cours                                | 8 ans, 2 mois et 5 jours |               |
| Charles Camille Coquelle (d) (mort le 1er février 1869)                  |             |                                         |                          |               |

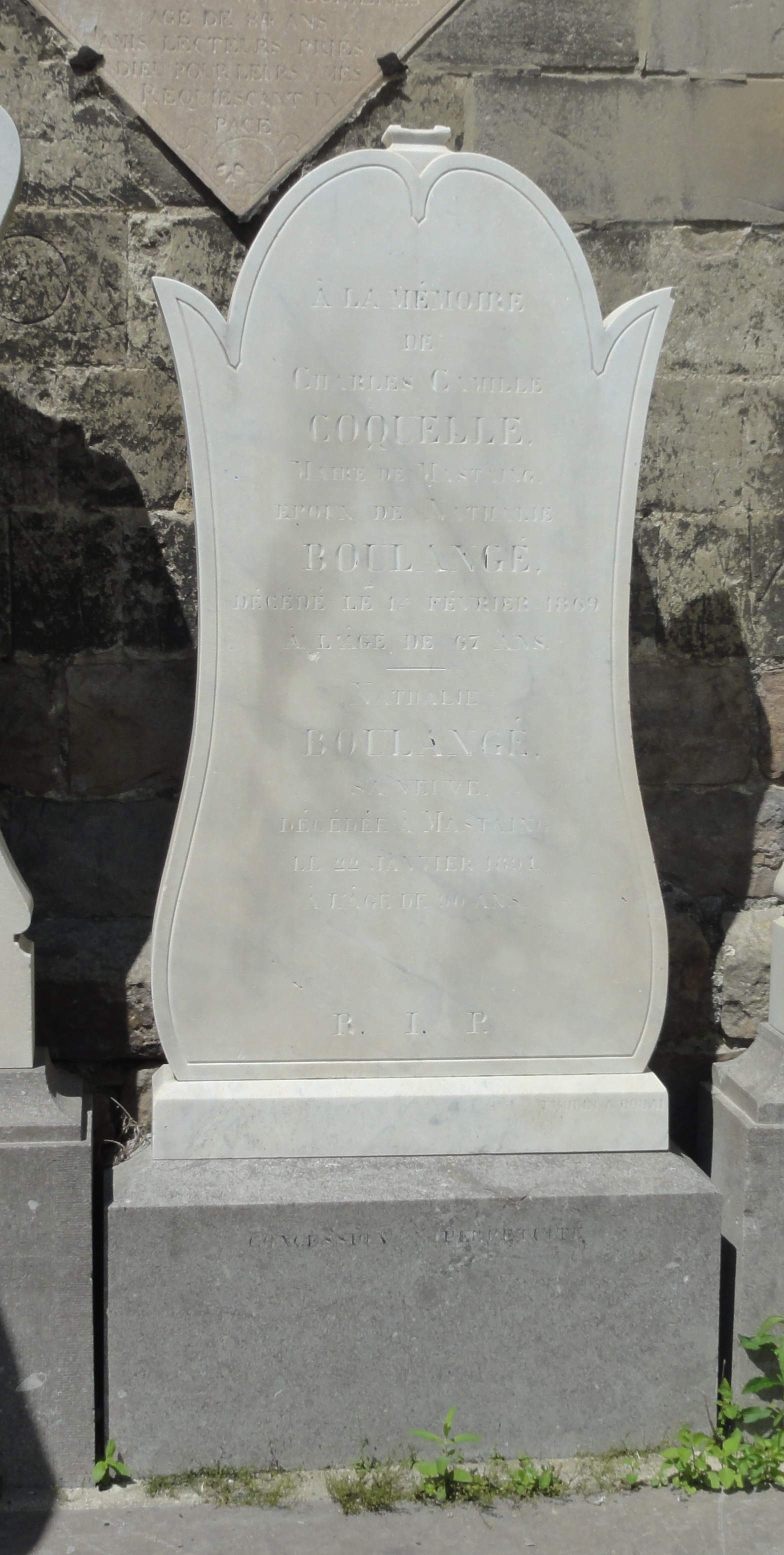
Tombe de Charles Camille Coquelle.
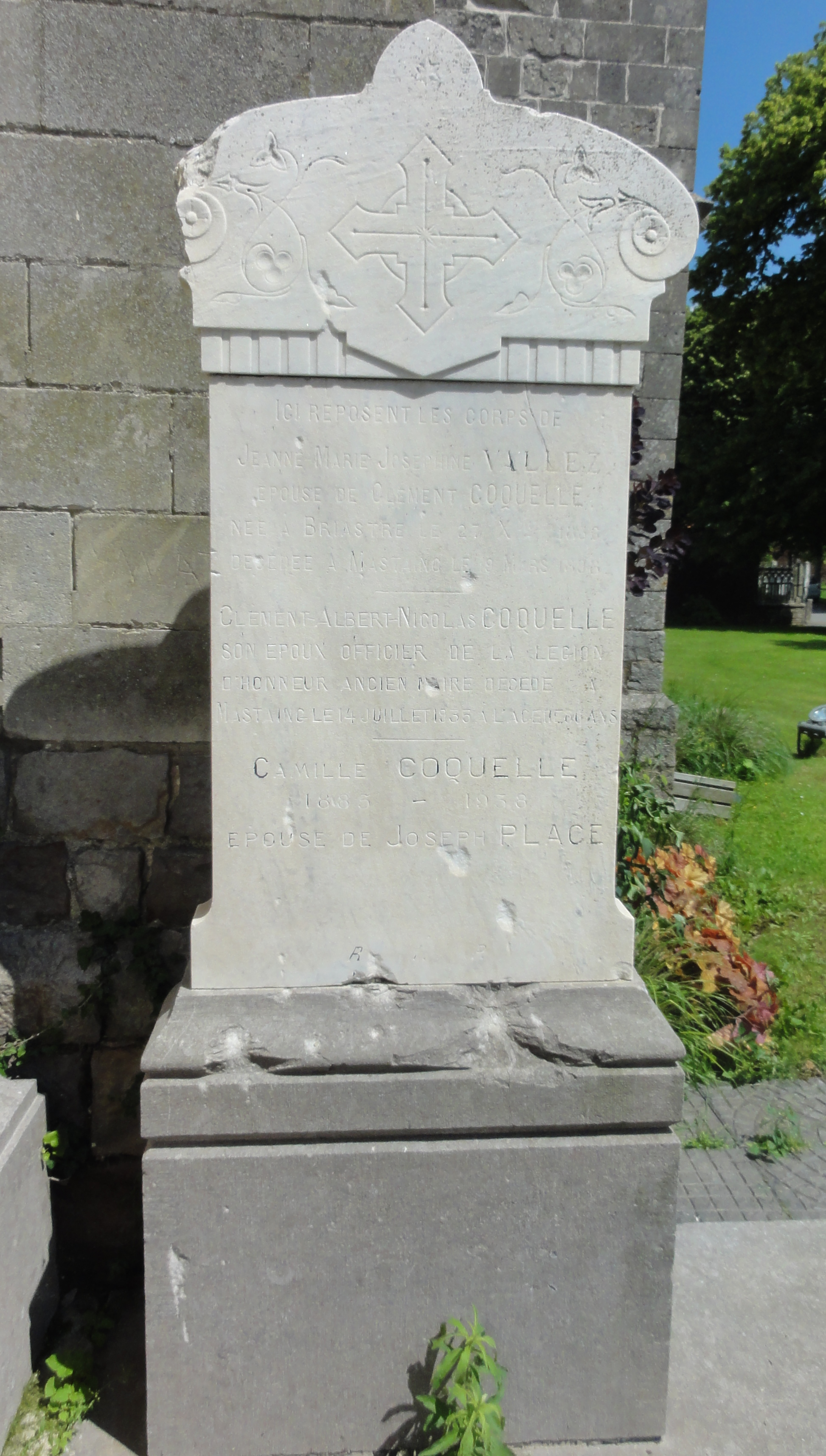
Tombe de Clément-Albert-Nicolas Coquelle.
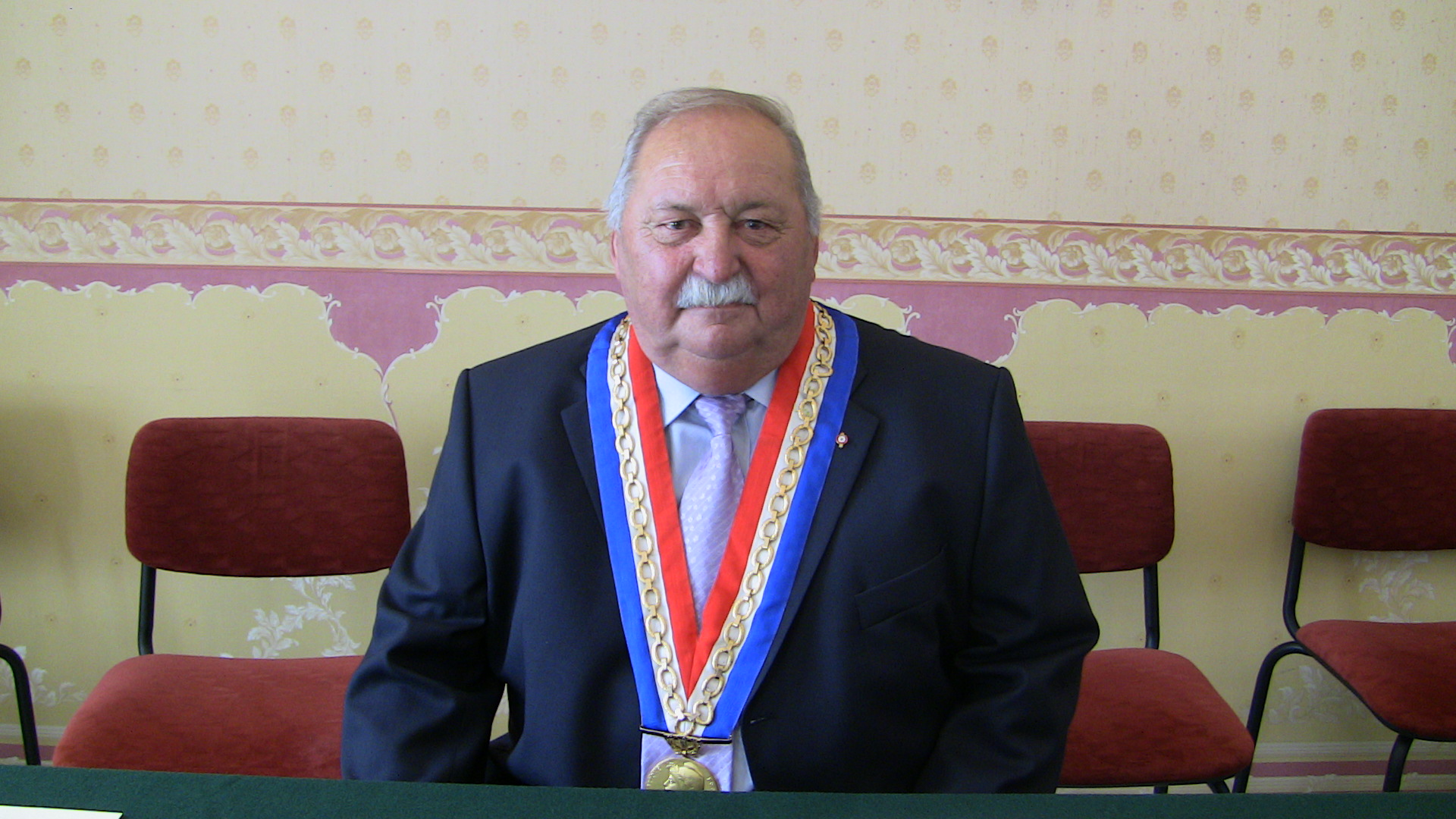
Jean-Marie Huart en 2009.
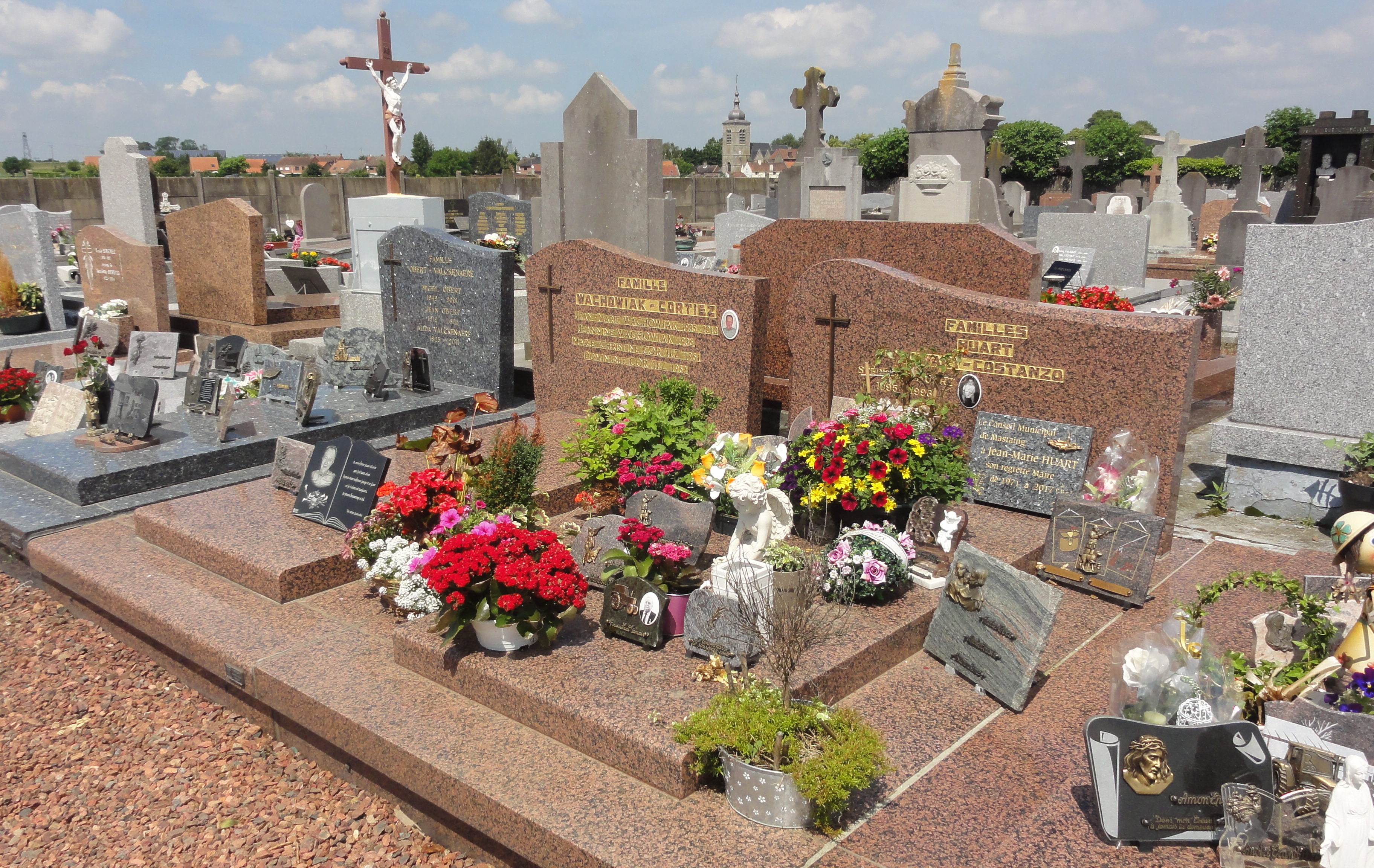
Tombe de Jean-Marie Huart.
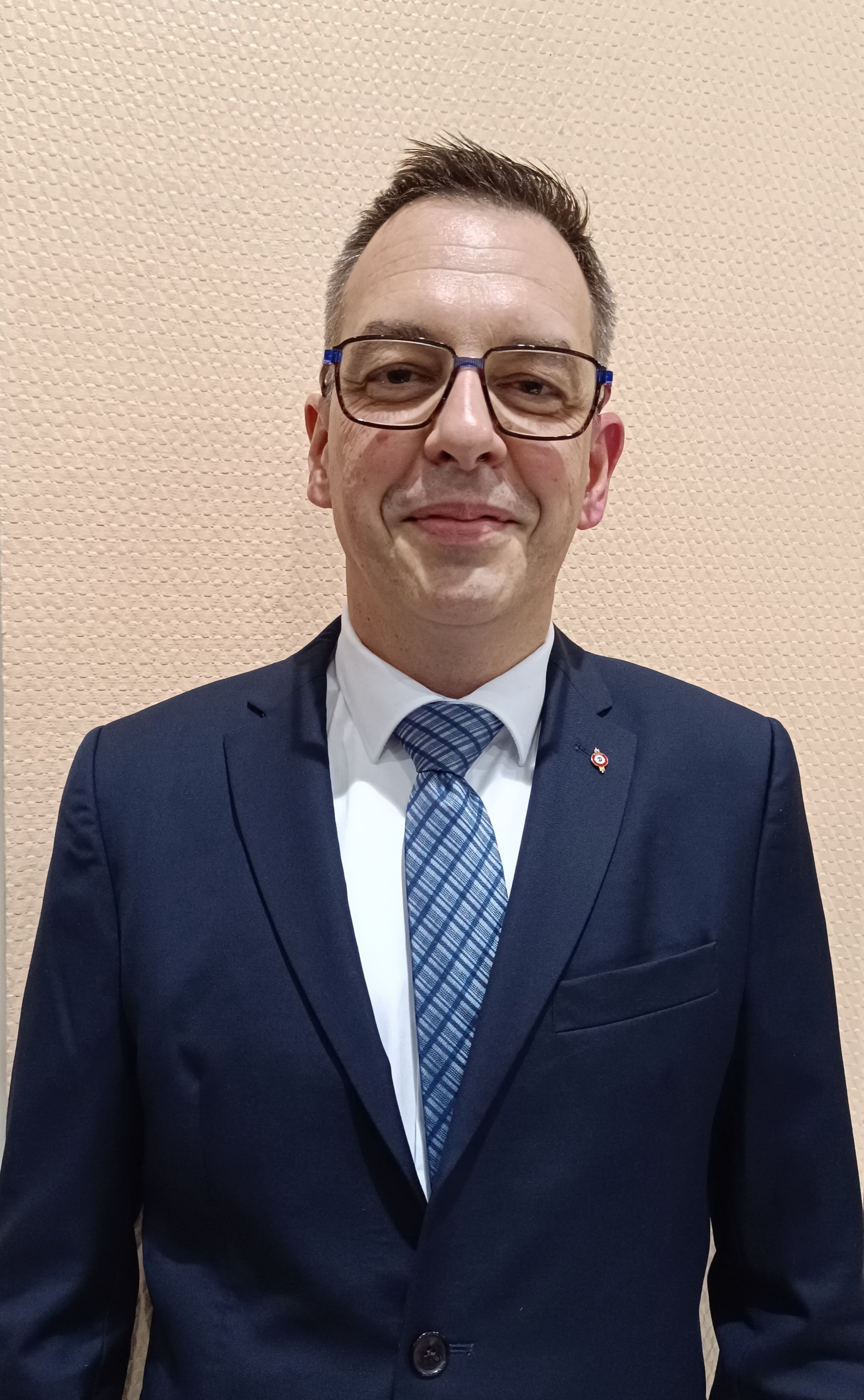
Ludovic Aiguier, maire de Mastaing, lors de la cérémonie des vœux à la population le 27 janvier 2024 en la salle des fêtes.

### Labels
- La commune de Mastaing a été récompensée par le label « Ville Internet @@ » en 2009[32]
- concours village fleuri[33] : trois fleurs[Quand ?].

## Population et société

### Démographie

#### Évolution démographique
L'évolution du nombre d'habitants est connue à travers les recensements de la population effectués dans la commune depuis 1800. Pour les communes de moins de 10 000 habitants, une enquête de recensement portant sur toute la population est réalisée tous les cinq ans, les populations de référence des années intermédiaires étant quant à elles estimées par interpolation ou extrapolation. Pour la commune, le premier recensement exhaustif entrant dans le cadre du nouveau dispositif a été réalisé en 2008.

En 2022, la commune comptait 900 habitants, en évolution de +5,51 % par rapport à 2016 (Nord : +0,51 %, France hors Mayotte : +2,11 %).
| 1800 | 1806 | 1821 | 1831 | 1836 | 1841 | 1846 | 1851 | 1856 |
| ---- | ---- | ---- | ---- | ---- | ---- | ---- | ---- | ---- |
| 489  | 523  | 580  | 648  | 742  | 788  | 830  | 809  | 786  |

| 1861 | 1866 | 1872 | 1876 | 1881 | 1886 | 1891 | 1896 | 1901 |
| ---- | ---- | ---- | ---- | ---- | ---- | ---- | ---- | ---- |
| 819  | 850  | 855  | 835  | 835  | 841  | 830  | 861  | 867  |

| 1906 | 1911 | 1921 | 1926 | 1931 | 1936 | 1946 | 1954 | 1962 |
| ---- | ---- | ---- | ---- | ---- | ---- | ---- | ---- | ---- |
| 971  | 998  | 938  | 940  | 914  | 905  | 844  | 898  | 963  |

| 1968 | 1975 | 1982 | 1990 | 1999 | 2006 | 2008 | 2013 | 2018 |
| ---- | ---- | ---- | ---- | ---- | ---- | ---- | ---- | ---- |
| 871  | 809  | 798  | 825  | 878  | 910  | 920  | 848  | 877  |

| 2022 | - | - | - | - | - | - | - | - |
| ---- | - | - | - | - | - | - | - | - |
| 900  | - | - | - | - | - | - | - | - |

#### Pyramide des âges
La population de la commune est relativement jeune.
En 2018, le taux de personnes d'un âge inférieur à 30 ans s'élève à 31,5 %, soit en dessous de la moyenne départementale (39,5 %). À l'inverse, le taux de personnes d'âge supérieur à 60 ans est de 28,3 % la même année, alors qu'il est de 22,5 % au niveau départemental.
En 2018, la commune comptait 448 hommes pour 429 femmes, soit un taux de 51,08 % d'hommes, largement supérieur au taux départemental (48,23 %).
Les pyramides des âges de la commune et du département s'établissent comme suit.
| Hommes | Classe d’âge | Femmes |
| ------ | ------------ | ------ |
| 0,4    | 90 ou +      | 0,9    |
| 3,8    | 75-89 ans    | 7,7    |
| 21,2   | 60-74 ans    | 22,6   |
| 19,6   | 45-59 ans    | 22,4   |
| 20,1   | 30-44 ans    | 18,4   |
| 14,7   | 15-29 ans    | 12,6   |
| 20,1   | 0-14 ans     | 15,4   |

| Hommes | Classe d’âge | Femmes |
| ------ | ------------ | ------ |
| 0,5    | 90 ou +      | 1,4    |
| 5,3    | 75-89 ans    | 8,1    |
| 14,8   | 60-74 ans    | 16,2   |
| 19,1   | 45-59 ans    | 18,4   |
| 19,5   | 30-44 ans    | 18,7   |
| 20,7   | 15-29 ans    | 19,1   |
| 20,2   | 0-14 ans     | 18     |

## Culture locale et patrimoine

### Lieux et monuments
- Église Saint-Martin, du XVIe siècle[39] et ses voûtes classées.
- La chapelle Notre-Dame de Consolation[40].

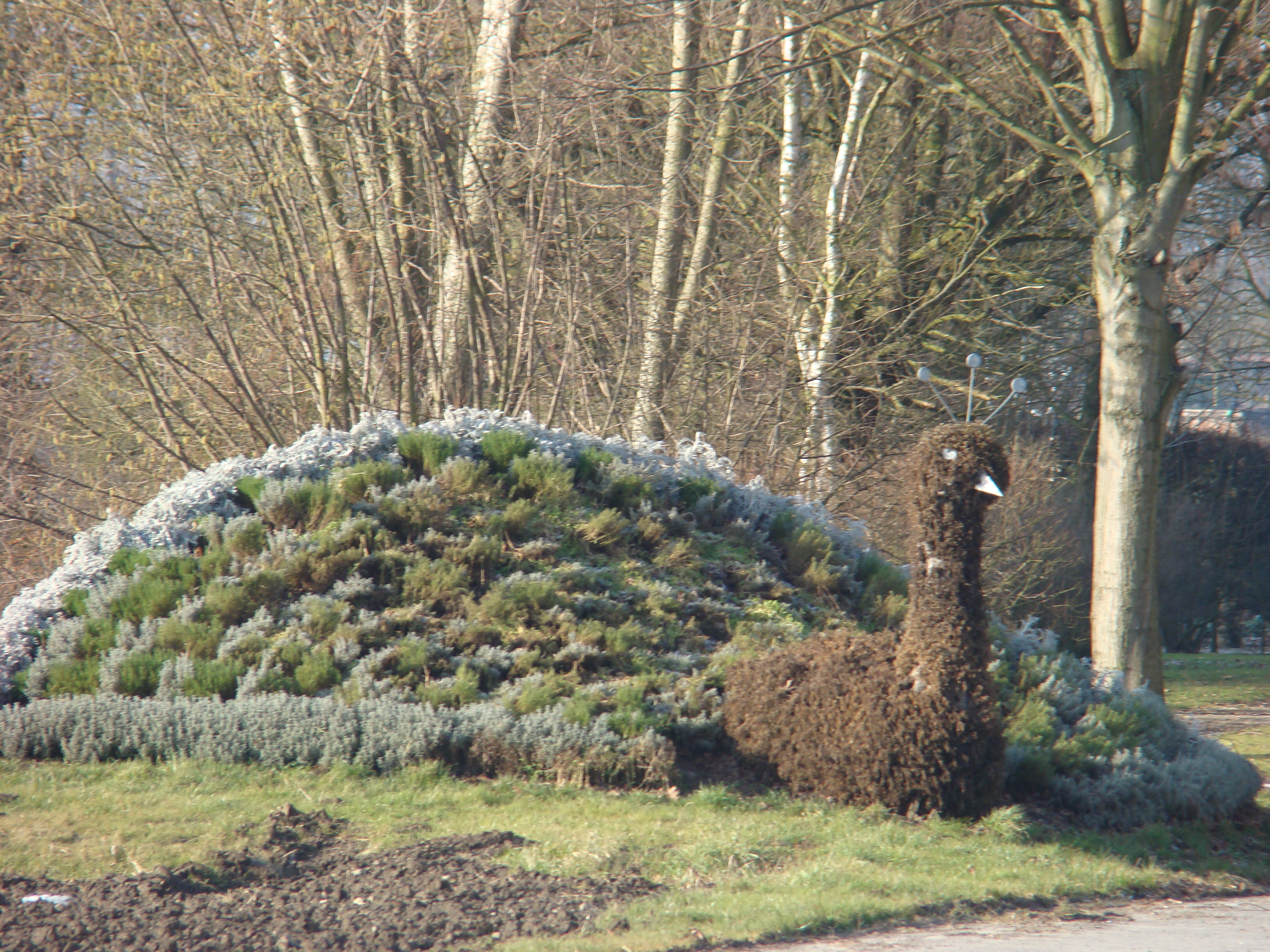
Paon de Mastaing.
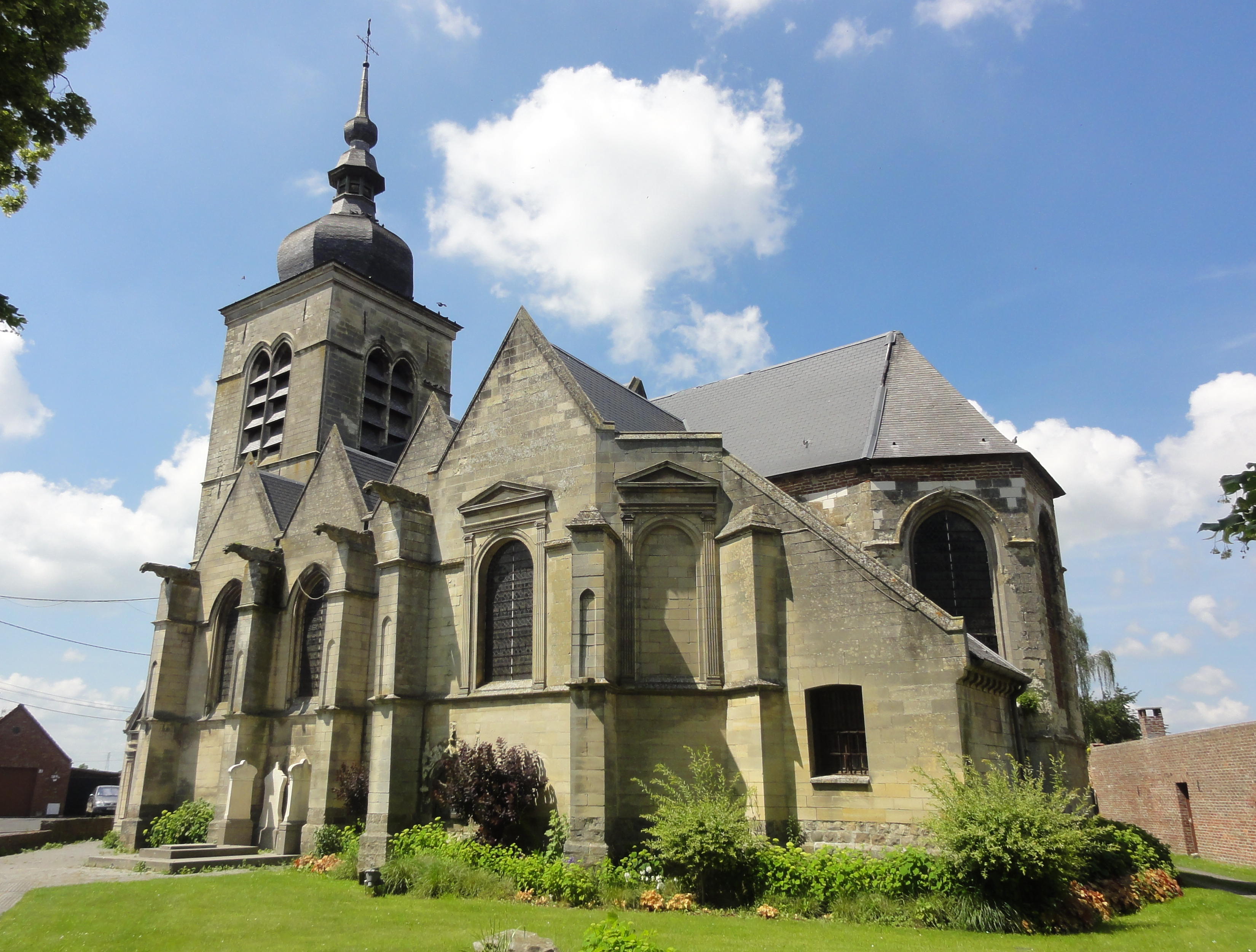
L'église Saint-Martin.
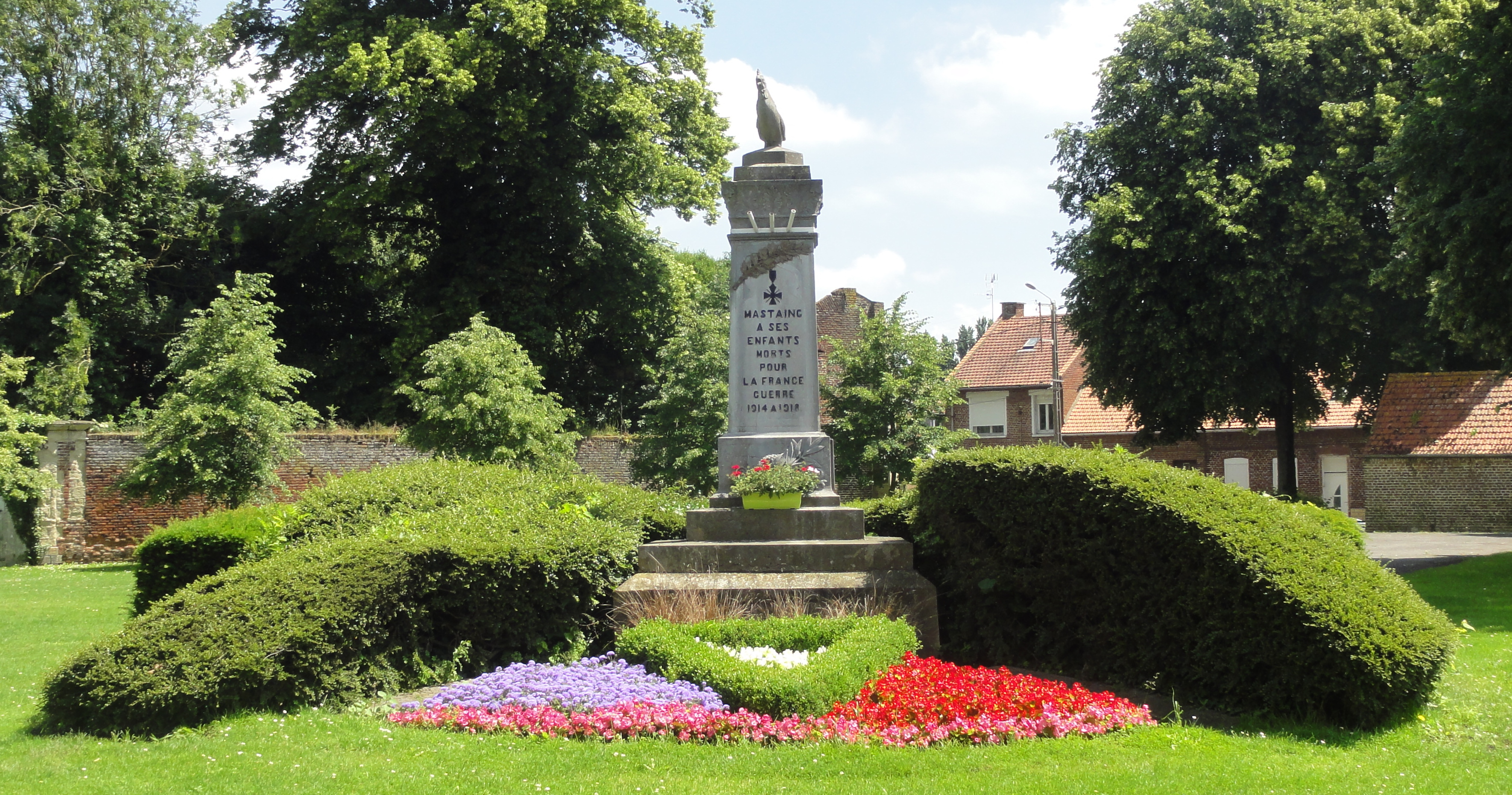
Le monument aux morts.
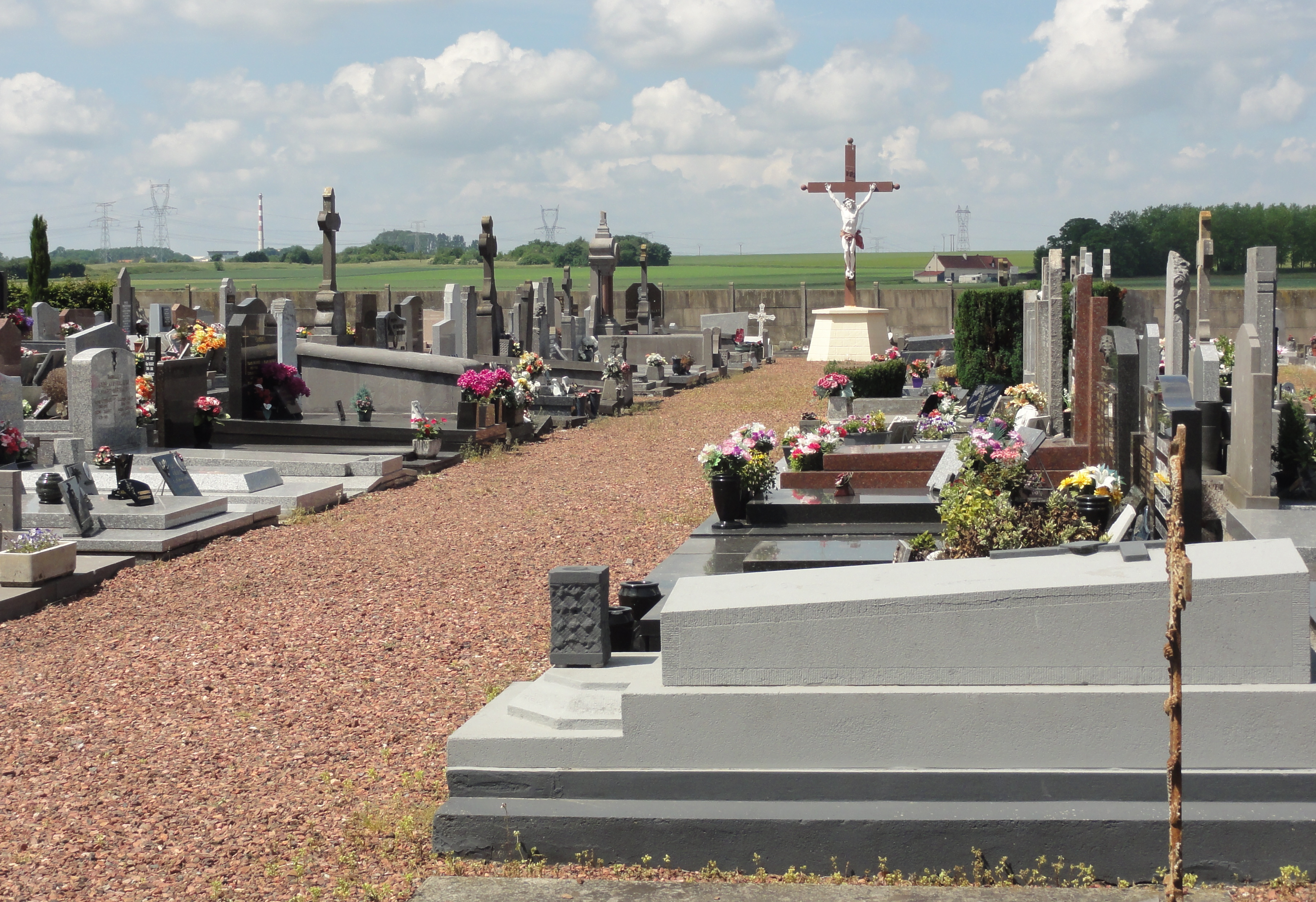
Le cimetière.
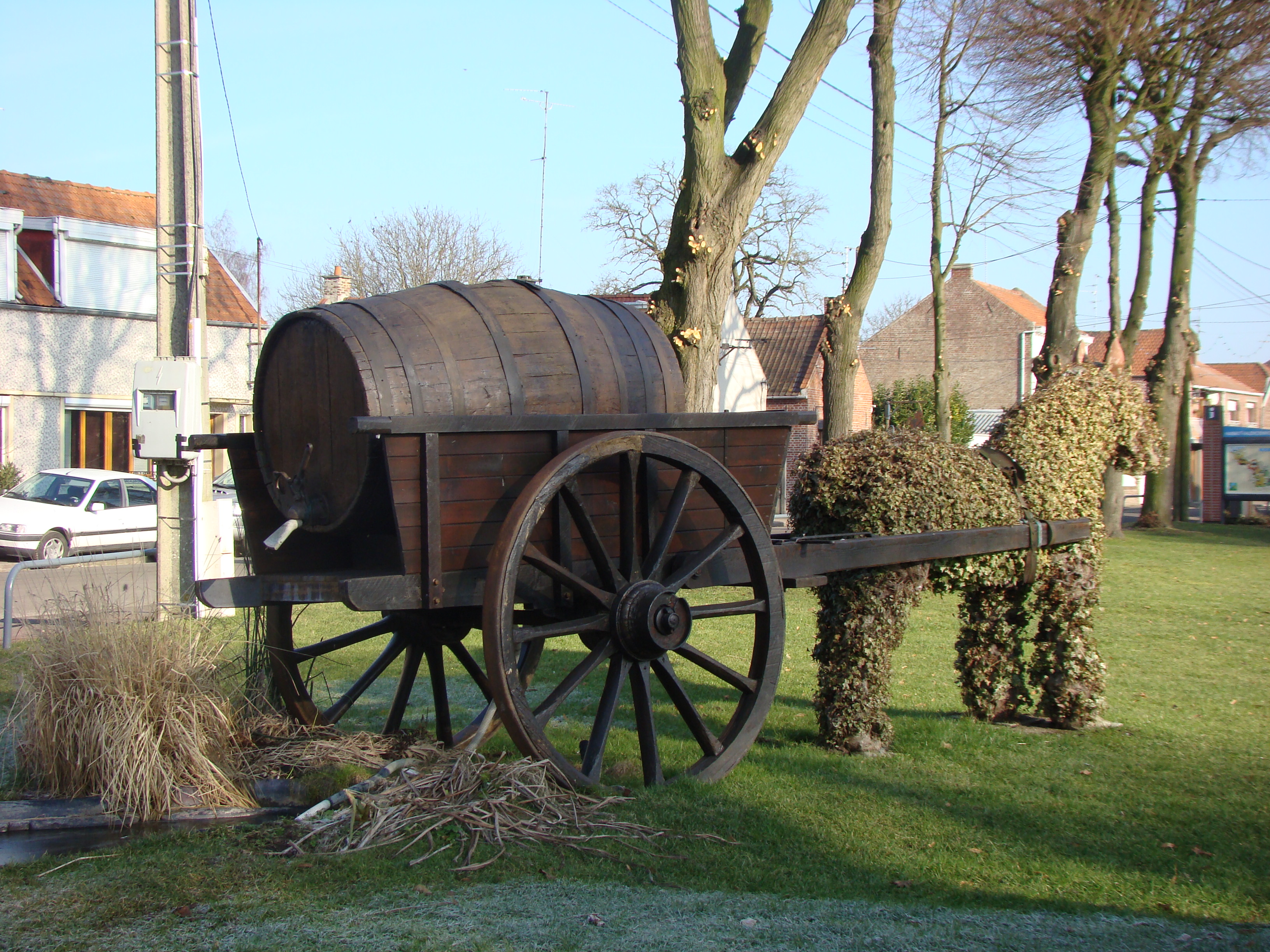
Fontaine Fleurie, Place Verte.

### Héraldique
|  | Les armes de Mastaing se blasonnent ainsi :« De gueules à la fasce d'or accompagnée en chef d'une divise vivrée du même. » |

## Pour approfondir